# 대동맥구멍
대동맥구멍(aortic hiatus) 또는 대동맥열공(大動脈裂孔)은 가로막에 뚫려 있는 구멍이다. 큰 구멍들 중에서 가장 뒤쪽, 아래쪽에 위치한다. 위치한 높이는 대략 열두째 등뼈(T12) 높이이다.

## 구조
대동맥구멍은 가로막과 척추 사이에 나 있는 구멍이므로, 가로막 뒤쪽에 위치한다고 할 수도 있다. 따라서 가로막의 수축은 대동맥과 그 혈액 공급에 직접적인 영향을 미치지는 않는다.
간혹 일부 힘줄성 섬유가 척추뼈몸통을 가로막다리 아래쪽 끝의 안쪽 부분에서 대동맥 뒤쪽까지 가로지른다. 이때 대동맥구멍은 힘줄성 고리 구조가 된다.
대동맥구멍은 정중선에서 약간 왼쪽에 위치해 있다. 따라서 앞쪽으로는 대동맥다리에 의해, 뒤쪽으로는 첫째 허리뼈(L1)의 몸통에 의해 경계가 지어진다.
대동맥, 홀정맥, 가슴림프관이 대동맥구멍을 통과한다.

## 추가 이미지

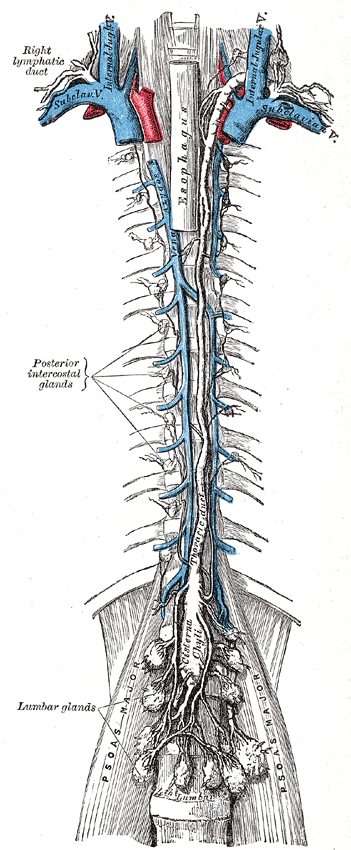
가슴림프관